# العلاقات السنغالية الإسبانية
العلاقات السنغالية الإسبانية هي العلاقات الثنائية التي تجمع بين السنغال وإسبانيا.

## مقارنة بين البلدين
هذه مقارنة عامة ومرجعية للدولتين:
| وجه المقارنة                                              | السنغال                                              | إسبانيا                                                                             |
| --------------------------------------------------------- | ---------------------------------------------------- | ----------------------------------------------------------------------------------- |
| المساحة (كم2)                                             | 196.72 ألف                                           | 505.99 ألف                                                                          |
| عدد السكان (نسمة)                                         | 15.85 مليون                                          | 46.73 مليون                                                                         |
| الكثافة السكانية (ن./كم²)                                 | 80.57                                                | 92.35                                                                               |
| العاصمة                                                   | داكار                                                | مدريد                                                                               |
| اللغة الرسمية                                             | لغة فرنسية، اللغة الولوفية، باديارا ‏، اللغة البلنتية | اللغة الإسبانية، اللغة الغاليسية، لغة بشكنشية، اللغة الكتالونية، اللغة الأوكسيتانية |
| العملة                                                    | فرنك غرب أفريقي                                      | يورو، بيزيتا إسبانية                                                                |
| الناتج المحلي الإجمالي (بليون دولار)                      | 16.37 مليار                                          | 1.31 تريليون                                                                        |
| الناتج المحلي الإجمالي (تعادل القوة الشرائية) بليون دولار | 36.62 مليار                                          | 1.77 تريليون                                                                        |
| الناتج المحلي الإجمالي الاسمي للفرد دولار أمريكي          | 899                                                  | 28.16 ألف                                                                           |
| الناتج المحلي الإجمالي للفرد دولار أمريكي                 | 2.33 ألف                                             | 38.00 ألف                                                                           |
| مؤشر التنمية البشرية                                      | 0.466                                                | 0.876                                                                               |
| رمز المكالمات الدولي                                      | +221                                                 | +34                                                                                 |
| رمز الإنترنت                                              | .sn                                                  | .es                                                                                 |
| المنطقة الزمنية                                           | 00                                                   | ت ع م+01:00، ت ع م+02:00                                                            |

## مدن متوأمة
في ما يلي قائمة باتفاقيات التوأمة بين مدن سنغالية وإسبانية:
- ترتبط لوغا [الإنجليزية]‏ مع توريلافيجا باتفاقية توأمة.
- ترتبط Joal-Fadiouth [الإنجليزية]‏ مع فوينلابرادا باتفاقية توأمة.

## منظمات دولية مشتركة
يشترك البلدان في عضوية مجموعة من المنظمات الدولية، منها:
| علم المنظمة | اسم المنظمة                               | تاريخ انضمام السنغال | تاريخ انضمام إسبانيا |
| ----------- | ----------------------------------------- | -------------------- | -------------------- |
|             | مؤسسة التنمية الدولية                     | 31 أغسطس 1962        | 18 أكتوبر 1960       |
|             | يونسكو                                    | 10 نوفمبر 1960       | 30 يناير 1953        |
|             | وكالة ضمان الاستثمار متعدد الأطراف        | 12 أبريل 1988        | 29 أبريل 1988        |
|             | الأمم المتحدة                             | 28 سبتمبر 1960       | 14 ديسمبر 1955       |
|             | الفريق المعني برصد الأرض                  | ?                    | ?                    |
|             | الاتحاد البريدي العالمي                   | ?                    | ?                    |
|             | البنك الدولي للإنشاء والتعمير             | 31 أغسطس 1962        | 15 سبتمبر 1958       |
|             | الاتحاد الدولي للاتصالات                  | 15 نوفمبر 1960       | 1866                 |
|             | منظمة حظر الأسلحة الكيميائية              | ?                    | ?                    |
|             | مؤسسة التمويل الدولية                     | 31 أغسطس 1962        | 24 مارس 1960         |
|             | المركز الدولي لتسوية المنازعات الاستشارية | 21 مايو 1967         | 17 سبتمبر 1994       |
|             | منظمة التجارة العالمية                    | ?                    | ?                    |
|             | منظمة الشرطة الجنائية الدولية             | ?                    | ?                    |
|             | البنك الإفريقي للتنمية                    | ?                    | ?                    |

## أعلام
هذه قائمة لبعض الشخصيات التي تربطها علاقات بالبلدين:
- أستو ندور (22 أغسطس 1994 – )
- إيليماني ديوب (لاعب كرة سلة سنغالي، 4 أبريل 1995 – )
- بابي شيخ ديوب (لاعب كرة قدم إسباني، 8 أغسطس 1997[22] – )
- سيتافا سافاين (لاعب كرة سلة سنغالي، 20 أغسطس 1978 – )
- فاطمة ديامي (22 سبتمبر 1996 – )
- كيتا بالدي دياو (لاعب كرة قدم إسباني، 8 مارس 1995[23] – )
- مامادو تونكارا (لاعب كرة قدم إسباني، 19 يناير 1996[24] – )

## وصلات خارجية
- موقع وزارة الخارجية السنغالية
- موقع وزارة الخارجية الإسبانية